# Linde Ergo
Linde Ergo (Gent, 16 juli 1966) is een Belgische beeldhouwster. Vanaf 1992 verbleef ze in New York en werkte zeven jaar in het Sculpture Center. In Manhattan stelde ze haar werken voor het eerst tentoon. Anno 2024 werkt ze in De Haan waar ze ook woont.
Linde studeerde aan de academie te Ukkel en behaalde een hogere graad aan de Koninklijke Academie voor Schone Kunsten van Gent. Een aantal van haar werken is op de dijk van De Haan te zien.

## Galerij

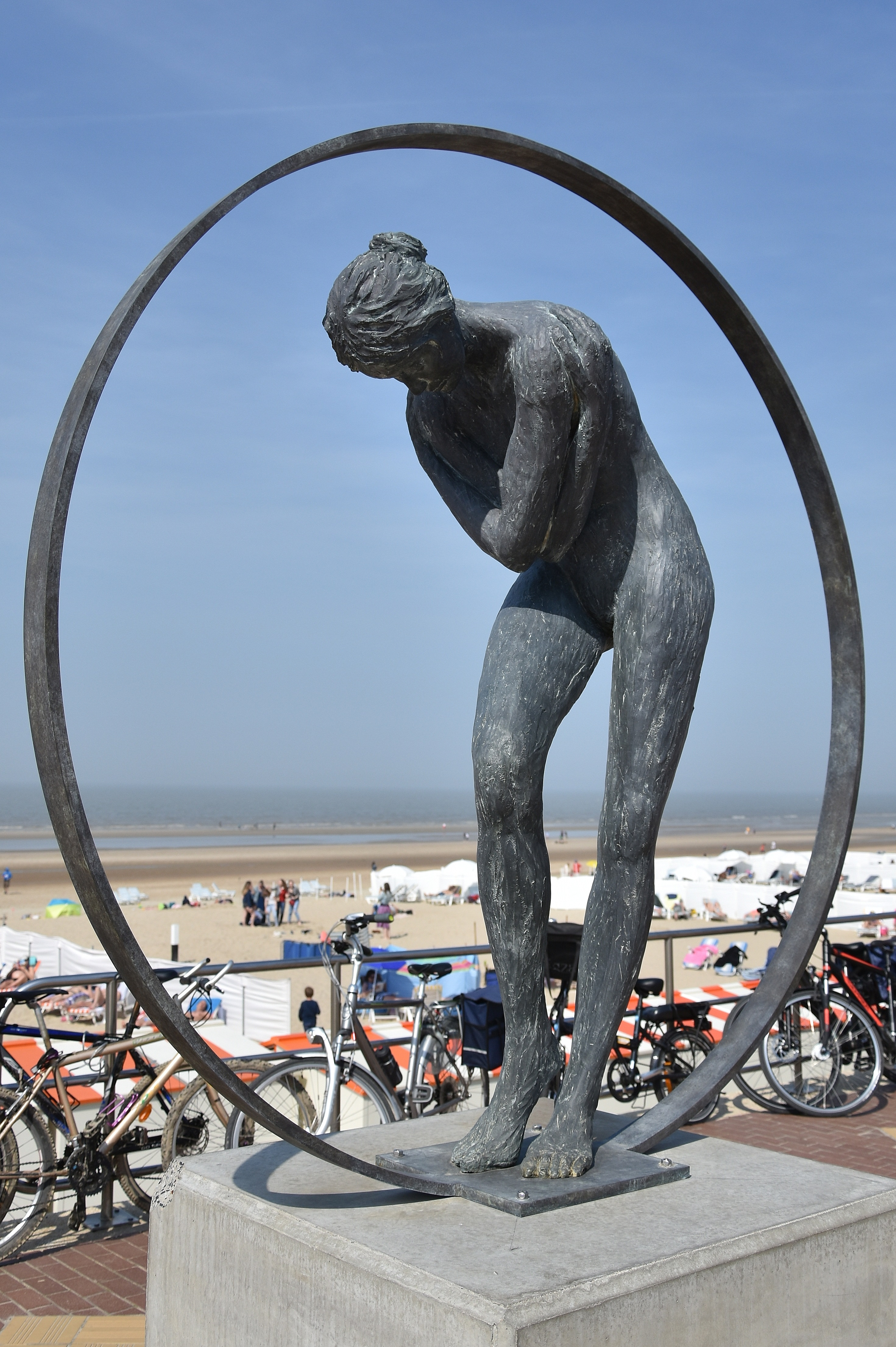
Inner Circle
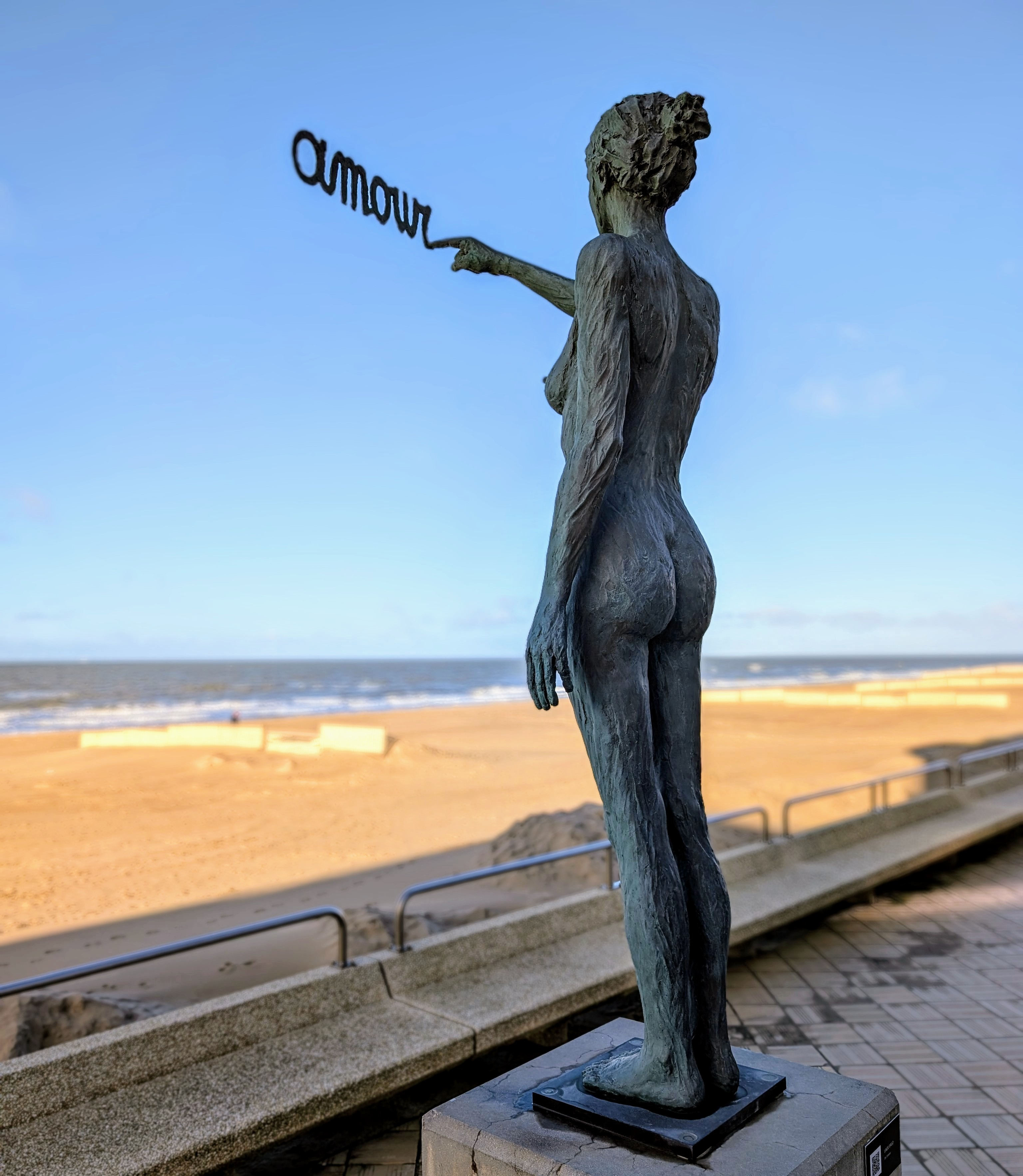
de l'Amour
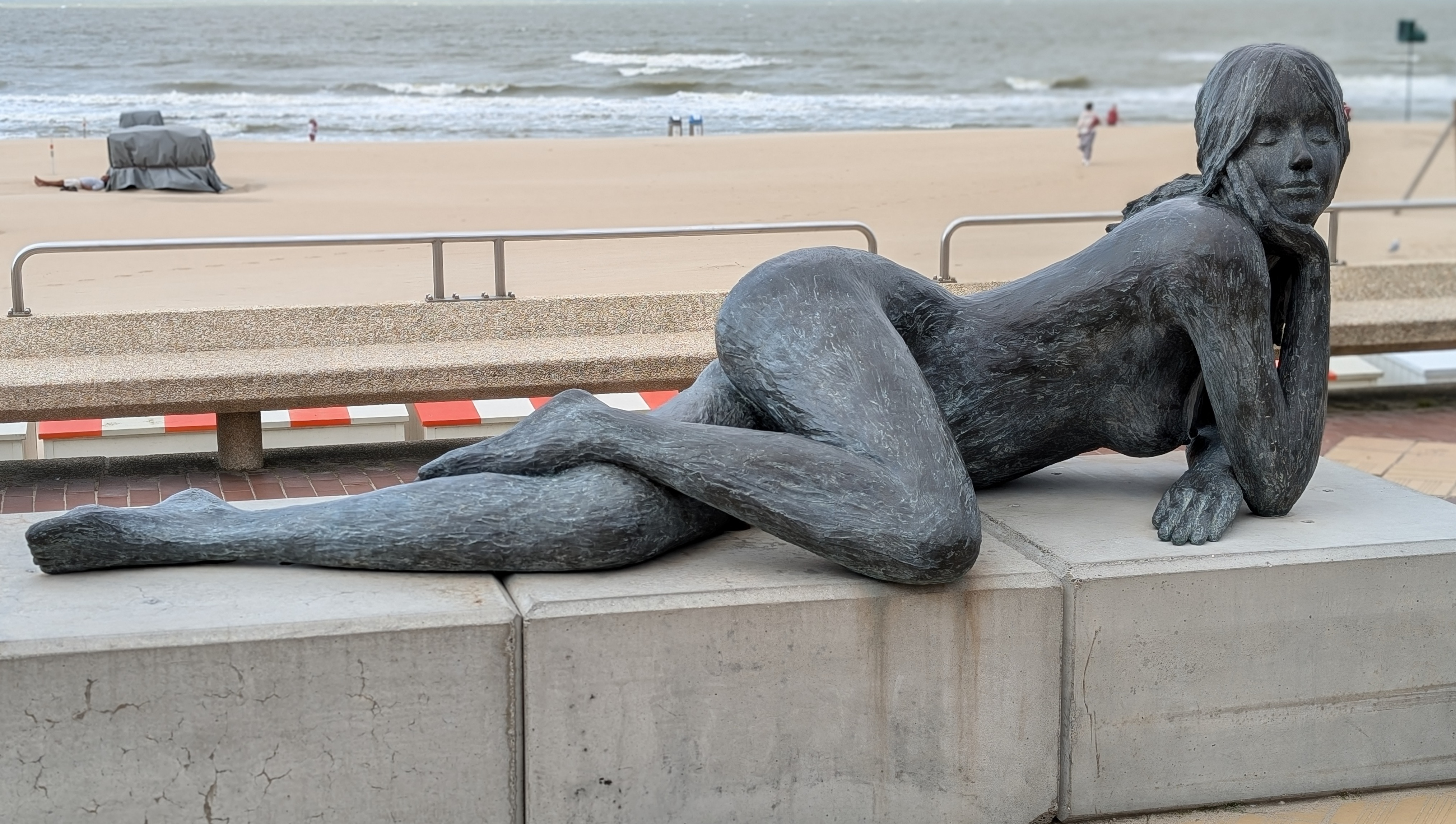
La Vita é Bella
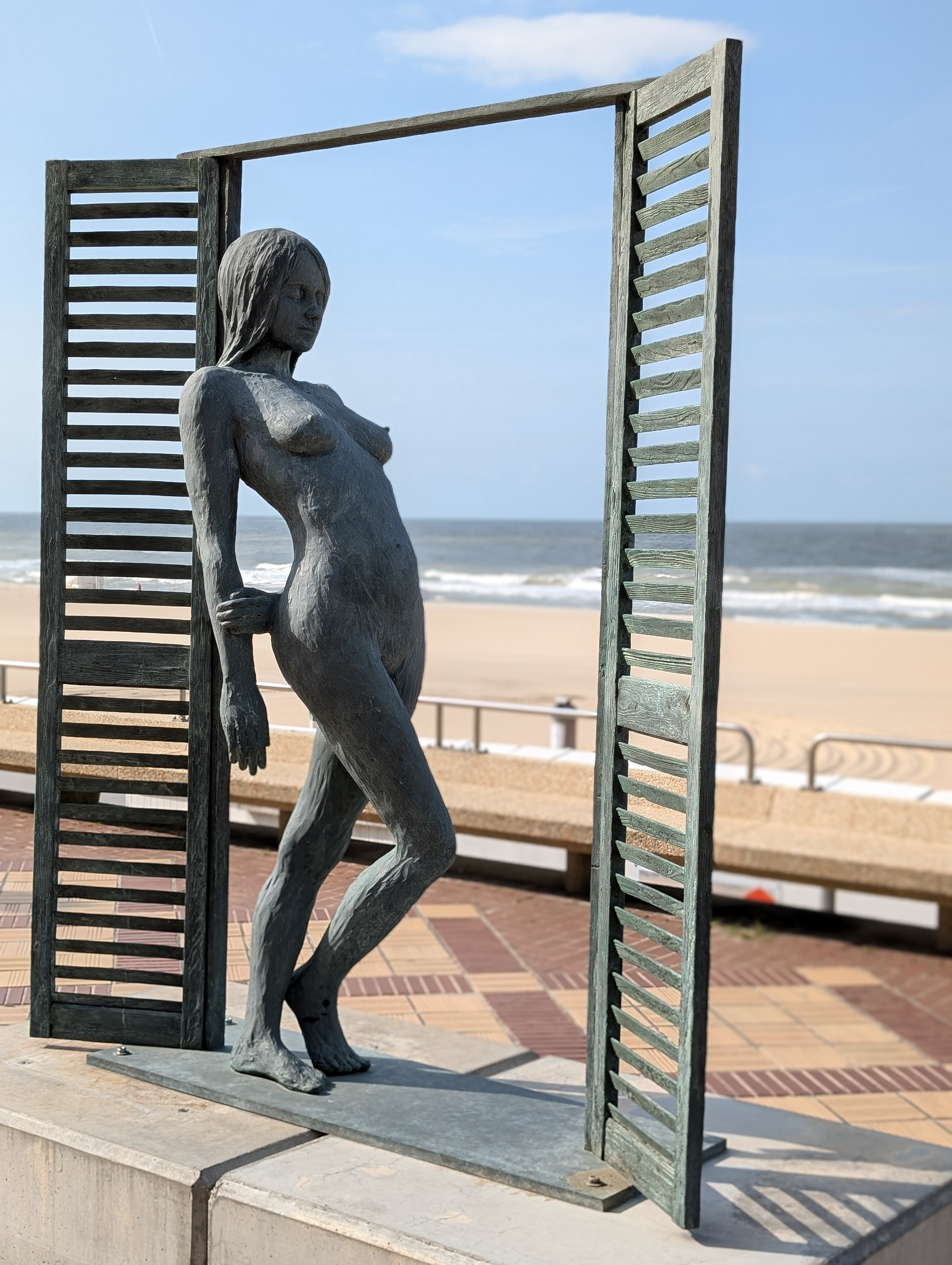
Full Moon